# Estação Assomption
A Estação Assomption é uma das estações do Metrô de Montreal, situada em Montreal, entre a Estação Viau e a Estação Cadillac. Faz parte da Linha Verde.
Foi inaugurada em 06 de junho de 1976. Localiza-se no Boulevard de L'Assomption. Atende o distrito de Mercier–Hochelaga-Maisonneuve.